# Oberbruchhausen
Oberbruchhausen ist ein Ortsteil der Gemeinde Much im Rhein-Sieg-Kreis.

## Lage
Oberbruchhausen liegt auf den Hängen des Bergischen Landes westlich von Much. Nachbarorte sind Niederbruchhausen im Süden und Neuenhaus im Norden.

## Geschichte
Der Ort wurde 1559 erstmals urkundlich erwähnt.
1820 hatte Oberbruchhausen 17 Einwohner. 1901 hatte der Weiler 37 Einwohner. Verzeichnet waren die Haushaltsvorstände Maurer Wilhelm Frielingsdorf, Ackerer Albert Höller, Näherin Bertha Höller, Krautfabrikant Peter Josef Höller, Ackerer Peter Josef Eicherzhagen und Hausierer Gerhard Siebertz.

## Dorfleben
Aus der einst landwirtschaftlichen Ansiedlung hat sich ein reiner Wohnplatz entwickelt.
Die Dorfgemeinschaft hat um das Dorf etwa sechstausend Bäume und Sträucher gepflanzt, die sich zu großen Heckenstreifen entwickelt haben. Dazu wurden Feuchtbiotope angelegt. Für diese Maßnahmen erhielt das Dorf 2000 den Umweltschutzpreis des Rhein-Sieg-Kreises.